# Darroll Powe
Darroll Bradley Powe (* 22. Juni 1985 in Kanata, Ontario) ist ein ehemaliger kanadischer Eishockeyspieler, der im Verlauf seiner aktiven Karriere zwischen 2003 und 2015 unter anderem 372 Spiele für die Philadelphia Flyers, Minnesota Wild und New York Rangers in der National Hockey League (NHL) auf der Position des Centers bestritten hat. Darüber hinaus absolvierte Powe weitere 221 Partien in der American Hockey League (AHL).

## Karriere
Powe begann seine Karriere als Eishockeyspieler zur Saison 2003704 bei der Eishockeymannschaft der Princeton University. Für die Tigers spielte er insgesamt vier Jahre lang in der ECAC Hockey, einer Division im Spielbetrieb der National Collegiate Athletic Association (NCAA), ehe er gegen Ende der Saison 2006/07 in den Profibereich zu den Philadelphia Phantoms aus der American Hockey League (AHL), dem Farmteam der Philadelphia Flyers aus der National Hockey League (NHL), wechselte. Dort sammelte der Center erste Erfahrungen im professionellen Eishockey.
Zu Beginn der NHL-Saison 2008/09 wurde Powe erstmals von den Flyers in den NHL-Kader berufen und gab beim 6:3-Sieg über die New Jersey Devils sein Debüt in der NHL. Dort etablierte sich der Kanadier im Laufe der Zeit und gehörte bis zum Ende der Spielzeit 2010/11 zum Stammpersonal der Flyers. Ende Juni 2011 gaben ihn die Philadelphia Flyers im Austausch für ein Drittrunden-Wahlrecht im NHL Entry Draft 2013 an die Minnesota Wild ab, bei denen Powe am 5. Juli 2011 einen Kontrakt für drei Jahre unterschrieb.
Bei den Wild spielte Powe etwa eineinhalb Jahre, ehe er Anfang Februar 2013 zusammen mit Nick Palmieri von den Minnesota Wild im Tausch gegen Michael Rupp an die New York Rangers abgegeben wurde. Nachdem er bis zum Ende der Saison 2012/13 noch 34-mal für die Rangers gespielt hatte, konnte er sich während der Vorbereitung auf die folgende Spielzeit nicht im NHL-Aufgebot durchsetzen und wurde an das AHL-Farmteam Hartford Wolf Pack abgegeben. Nachdem er mit der Ausnahme eines Einsatzes für die Rangers dort das ganze Spieljahr 2013/14 verbracht hatte, kehrte er im Sommer 2014 als Free Agent in die Organisation der Philadelphia Flyers zurück. Dort lief er in der Saison 2014/15 für den Kooperationspartner Lehigh Valley Phantoms in der AHL auf, ehe er seine aktive Karriere im Sommer 2015 im Alter von 30 Jahren beendete.

## Karrierestatistik
(Legende zur Spielerstatistik: Sp oder GP = absolvierte Spiele; T oder G = erzielte Tore; V oder A = erzielte Assists; Pkt oder Pts = erzielte Scorerpunkte; SM oder PIM = erhaltene Strafminuten; +/− = Plus/Minus-Bilanz; PP = erzielte Überzahltore; SH = erzielte Unterzahltore; GW = erzielte Siegtore; 1 Play-downs/Relegation; Kursiv: Statistik nicht vollständig)